# Naissance en 1260
Naissance
- 1256
- 1257
- 1258
- 1259
- 1260
- 1261
- 1262
- 1263
- 1264

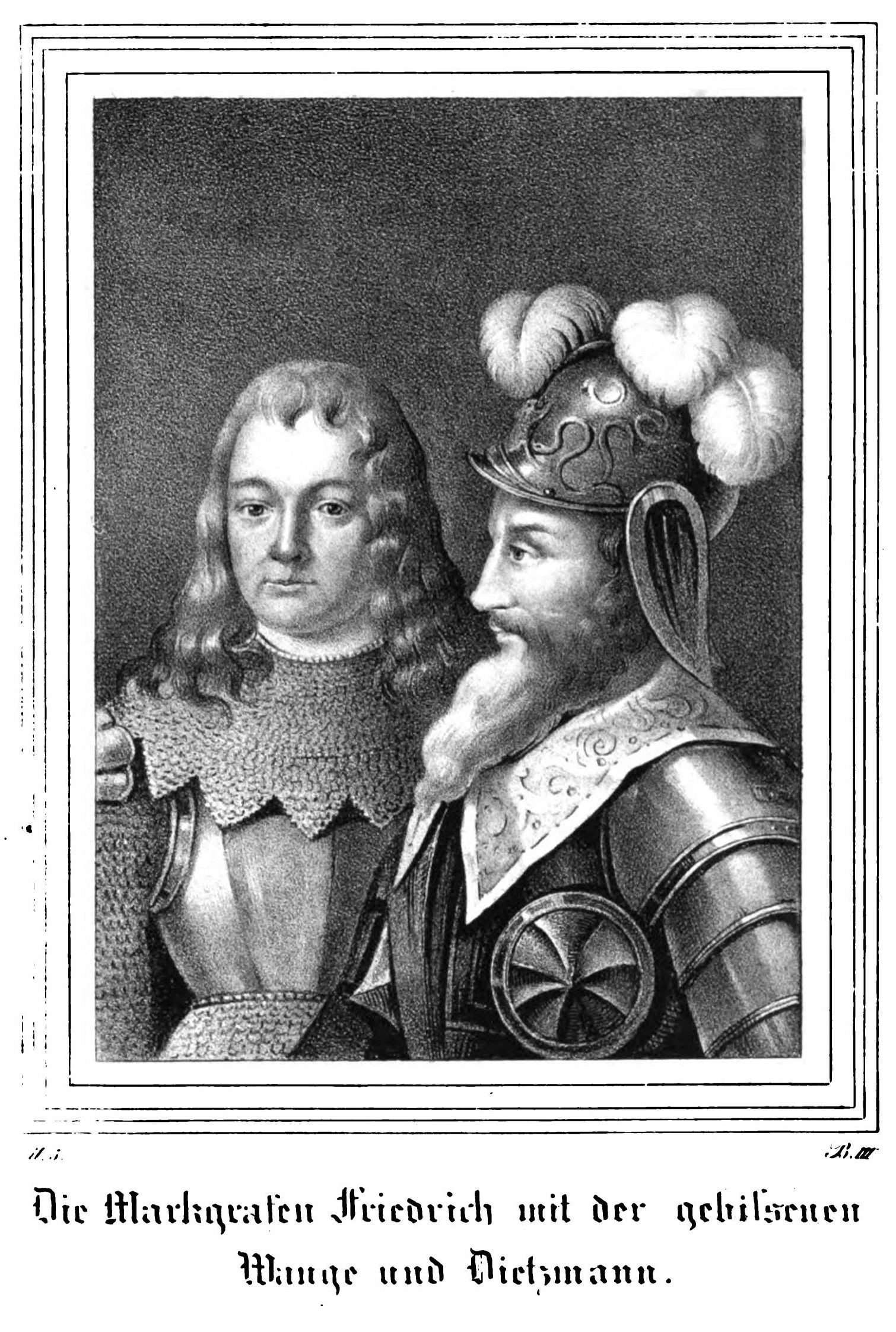
Thierry IV de Lusace, né en 1260.

Cette page dresse une liste de personnalités nées au cours de l'année 1260 :
- 2 août : Kyawswa, un des derniers souverains du Royaume de Pagan, en Birmanie.

- Pierre d'Arrablay, juriste et un cardinal.
- Aaron ben Joseph de Constantinople, dit Aaron Harishon (Aaron le Premier ou l’Ancien), sage karaïte.
- Henry de Cobham, 1er Baron de Cobham.
- Matthieu Csák, chef des Váh et des Tatras régions auj. en Slovaquie.
- Gaddo Gaddi, peintre et mosaïste italien de l'école florentine.
- Cante de' Gabrielli da Gubbio, noble italien.
- Sibert de Beka, carme d'origine hollandaise, actif en Allemagne, théologien scolastique.
- Bartolomeo Gradenigo, 53e doge de Venise.
- Anne de Hongrie, princesse de Hongrie et de Croatie.
- Khutulun, ou Aigiarne1, Aiyurug, Khotol Tsagaan, Ay Yaruq, fille la plus célèbre de Qaïdu.
- Marie de Limoges, vicomtesse de Limoges.
- Thierry IV de Lusace, comte de Pleissnerland, margrave de Lusace et d'Osterland, enfin Landgrave de Thuringe.
- Vital du Four, cardinal franciscain et un philosophe scolastique.
- Enguerrand de Marigny, ministre du roi Philippe IV de France.
- Henri de Mondeville, médecin, chirurgien des rois de France Philippe le Bel et Louis le Hutin.
- Guillaume de Nogaret, garde des sceaux du roi Philippe IV de France (date approximative).
- Maximus Planudes, grammarien et theologien Byzantin.
- Bertrand de Saint-Geniès, professeur à l’Université de Toulouse, patriarche d’Aquilée et homme de guerre.
- Filippo Tesauro, peintre italien de l'école napolitaine.

date incertaine (vers 1260)
- Anna von Bolanden, cistercienne allemande, propriétaire du Codex Lichtental 37
- Maître Eckhart, théologien allemand, philosophe et mystique.
- Augustin Kažotić, évêque de Zagreb et de Lucera.
- Enguerrand de Marigny, chambellan et ministre du roi Philippe IV le Bel, comte de Longueville.
- Pierre de Moscou, premier métropolite de Kiev et de toute la Russie.
- Thiébaut de Bar, prince-évêque de Liège.

## Crédit d'auteurs
- Cet article est partiellement ou en totalité issu de l'article intitulé « 1260 » (voir la liste des auteurs).